# Tàu tiếp liệu thủy phi cơ

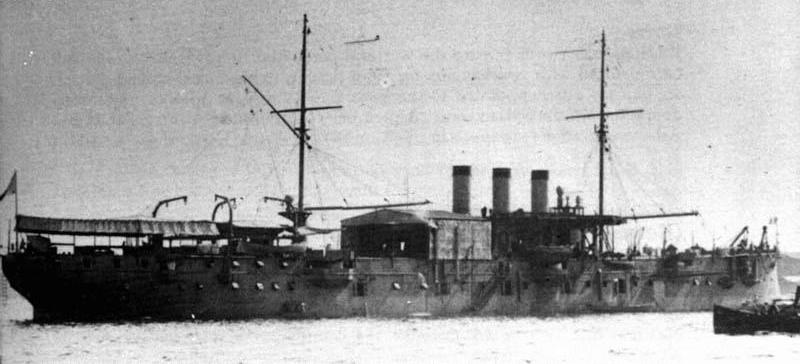
Tàu chở thủy phi cơ Pháp Foudre

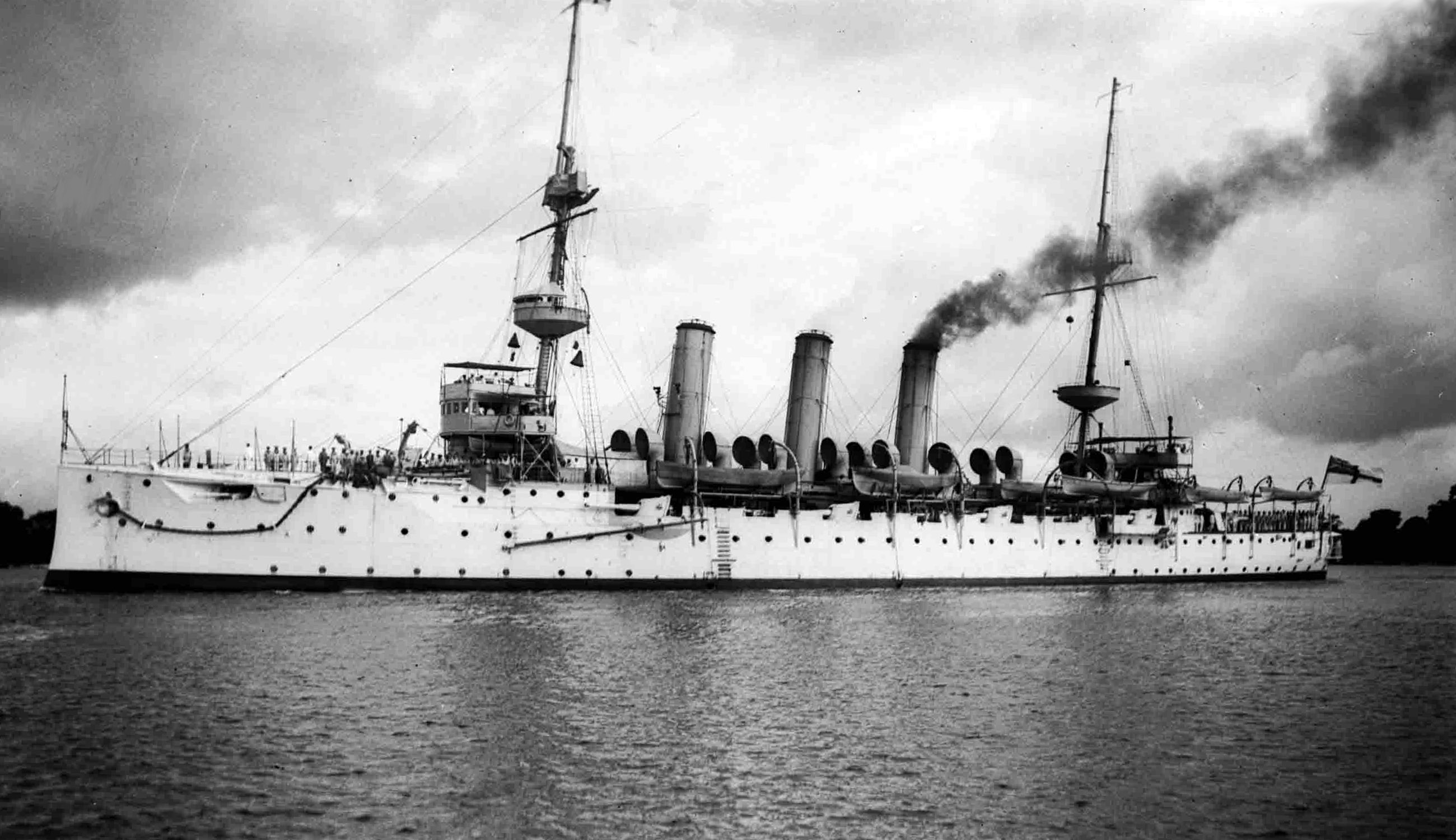
, từng phục vụ như một tàu sân bay thủy phi cơ trong hai tháng vào năm 1913

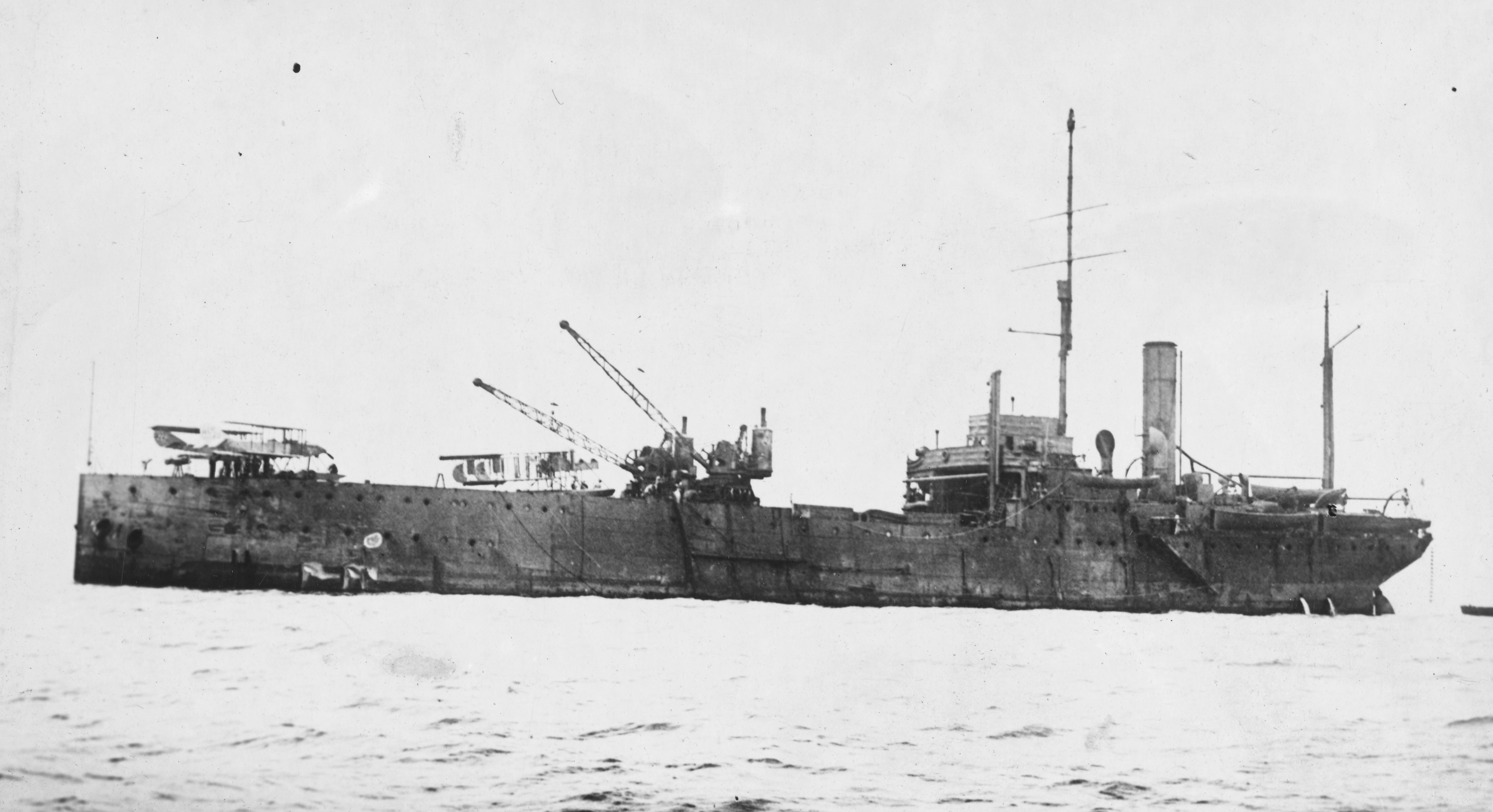
vào khoảng năm 1918

Tàu tiếp liệu thủy phi cơ (tiếng Anh: seaplane tender) là những tàu thuyền hỗ trợ cho hoạt động của tàu bay và thủy phi cơ. Một số trong chúng là những tàu sân bay thủy phi cơ, không chỉ mang theo thủy phi cơ nhưng còn cung cấp mọi phương tiện cần thiết để duy trì hoạt động; những tàu này được xem là những tàu sân bay đầu tiên và đã xuất hiện ngay trước Chiến tranh Thế giới thứ nhất.

## Thuật ngữ

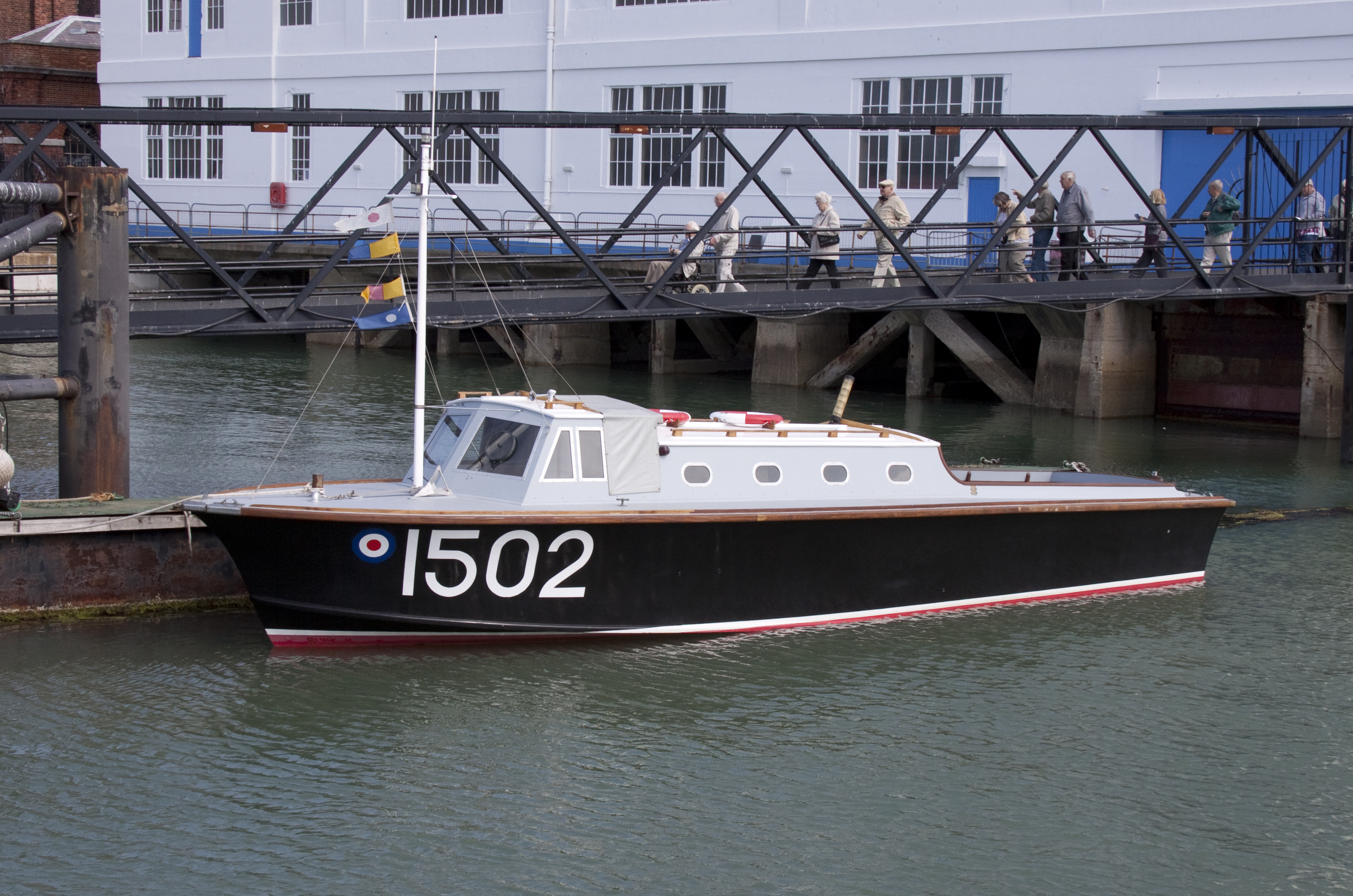
Tàu tiếp liệu thủy phi cơ số 1502 của Không quân Hoàng gia Anh, năm 2011

Khi được sử dụng tại Anh, thuật ngữ tàu tiếp liệu (tender) được dùng để chỉ những tàu nhỏ, trong khi tàu kho chứa (depot ship) là những tàu đi biển lớn. Ngay cả tàu bay và thủy phi cơ khi đặt căn cứ tại cảng vẫn cần đến sự hỗ trợ của các tàu nhỏ để hoạt động.
Những tàu tiếp liệu thủy phi cơ của Anh là những tàu tương đối nhỏ. Chúng được sử dụng để vận chuyển đội bay, hàng hóa và tiếp liệu từ bờ đến máy bay, duy trì các phao tiêu để đánh dấu "đường bay" và "đường lăn" trên mặt nước, dọn dẹp những vật lạ và mảnh thải có thể gây hại trong quá trình cất hạ cánh, và trong trường hợp khẩn cấp để cứu nạn những tai nạn rơi máy bay trên biển. Đây là những chức năng do bộ phận phục vụ mặt đất của một sân bay đặt căn cứ trên bộ cung cấp.
Để bố trí các liên đội thủy phi cơ đến các căn cứ tại những khu vực chưa có sẵn cơ sở hạ tầng cần thiết, có thể thành lập những căn cứ tạm thời bằng cách gửi đến đó những tàu kho chứa cùng những tàu tiếp liệu nhỏ hơn. Những tàu này có thể đảm nhiệm vai trò trại binh, cơ xưởng, tháp chỉ huy... những vai trò mà một sân bay trên bộ phải đáp ứng bằng cách xây dựng các nhà xưởng.

## Lịch sử

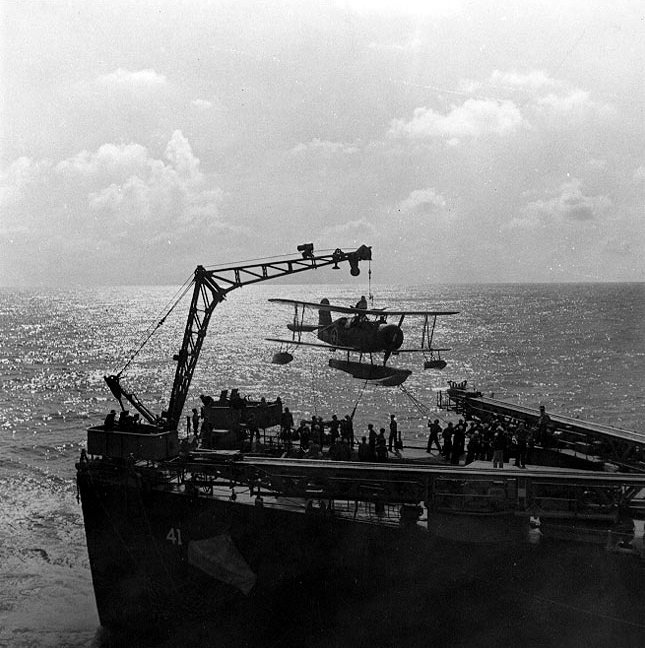
Thủy phi cơ trinh sát Curtiss SOC Seagull đang được kéo lên tàu tuần dương hạng nhẹ tại Bắc Phi, năm 1942

Sau khi phát minh ra thủy phi cơ đầu tiên, chiếc Fabre Hydravion của Pháp vào năm 1910, tàu chở thủy phi cơ đầu tiên tiếp nối ra đời vào năm 1911 là chiếc La Foudre của Hải quân Pháp. Nó chở theo máy bay có gắn phao nổi trong hầm chứa ở mức sàn chính, nơi nó dùng cần cẩu để hạ máy bay xuống nước. La Foudre tiếp tục được cải tiến vào tháng 11 năm 1913 với một sàn phẳng dài 10 m (32 ft 10 in) dùng để phóng máy bay. Một tàu chở thủy phi cơ khác trong thời sơ khai này là chiếc HMS Hermes, một tàu tuần dương cũ được cải biến với một sàn cất cánh vào giữa năm 1913. Tuy nhiên HMS Ark Royal mới là con tàu đầu tiên trong lịch sử được thiết kế và chế tạo như một tàu chở thủy phi cơ vào năm 1914

### Thế Chiến I

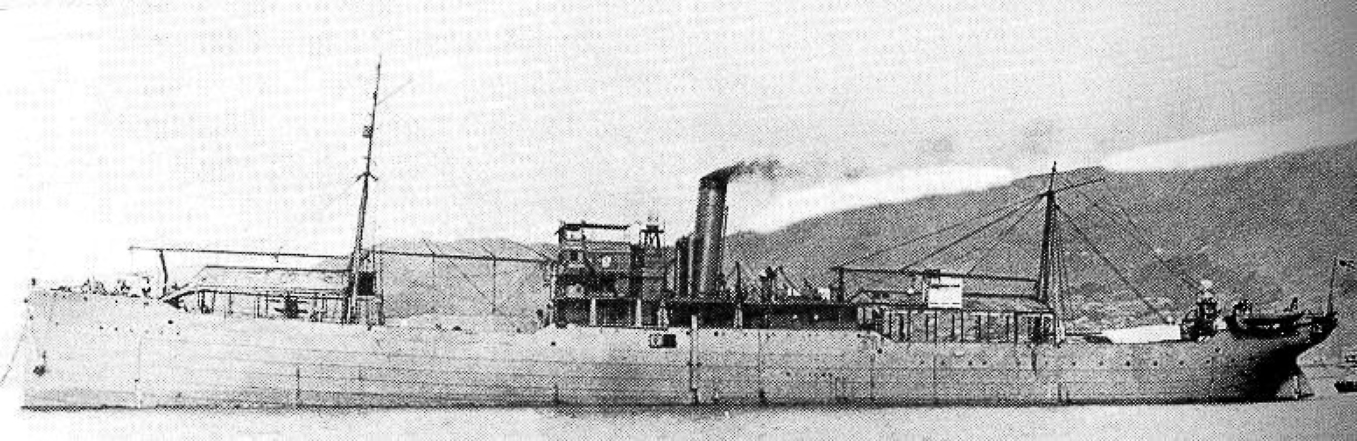
Wakamiya của Hải quân Nhật là chiếc tàu đã tung ra cuộc không kích đầu tiên từ tàu sân bay vào tháng 9 năm 1914.

Trong cuộc phong tỏa Thanh Đảo, từ ngày 5 tháng 9 năm 1914, tàu chở thủy phi cơ Wakamiya của Hải quân Đế quốc Nhật Bản, lúc này đang neo đậu trong vịnh Giao Châu, đã tiến hành các cuộc không kích đầu tiên trên thế giới xuất phát từ một tàu sân bay. Bốn thủy phi cơ Maurice Farman MF. 11 xuất phát từ Wakamiya đã ném bom các vị trí trên bộ còn do Đức chiếm giữ, bao gồm các sở chỉ huy và trung tâm thông tin liên lạc, và đã gây hư hại cho một tàu rải mìn tại Thanh Đảo cho đến ngày 6 tháng 11 năm 1914, khi quân Đức đầu hàng.
Vào ngày 25 tháng 12 năm 1914, Hải quân Hoàng gia Anh đã thực hiện cuộc không kích Cuxhaven; thủy phi cơ được chuyên chở đến sát mục tiêu trong tầm hoạt động để trinh sát và ném bom các mục tiêu của Hải quân Đức tại Heligoland Bight.
Các tàu chở thủy phi cơ có hầm chứa để chứa và bảo trì máy bay, nhưng không có sàn đáp như một tàu sân bay thực thụ. Thay vào đó, chúng dùng cần cẩu để hạ máy bay xuống nước khi cất cánh và thu hồi sau khi hạ cánh. Chúng thường là những tàu buôn vũ trang được cải tạo hơn là những tàu được thiết kế chuyên biệt cho vai trò này. Nhưng khi máy bay càng tiến bộ, việc sử dụng chúng phát sinh nhiều bất cập. Máy bay chỉ có thể cất hay hạ cánh trên biển khi sóng lặng, và con tàu phải dừng lại để phóng hay thu hồi máy bay, cả hai quá trình này mất khoảng 20 phút. Tàu chở thủy phi cơ được bố trí khoảng 10 mi (8,7 nmi; 16 km) phía trước hàng chiến trận chính và được các tàu tuần dương hộ tống, để nó không bị tụt lại phía sau quá xa khi phóng máy bay lên. Thủy phi cơ cũng có tính năng hoạt động kém hơn máy bay thông thường do trọng lượng và lực cản của các phao nổi. Hầu hết tàu chở thủy phi cơ được tàu sân bay thay thế vào giai đoạn kết thúc Thế Chiến I, cho dù tầm quan trọng của máy bay vẫn thấp hơn nhiều so với hỏa lực của hải pháo.
Chiếc HMS Ark Royal của Anh là một tàu tiếp liệu thủy phi cơ có một sàn cất cánh. Thủy phi cơ có thể thu hồi trong khi con tàu đang di chuyển bởi thiết bị "Hein Mat", một tấm đệm thả nổi trên mặt nước kéo theo sau con tàu. Khi chiếc máy bay di chuyển lên tấm đệm, nó được cố định tương đối so với con tàu và có thể được trục lên tàu.

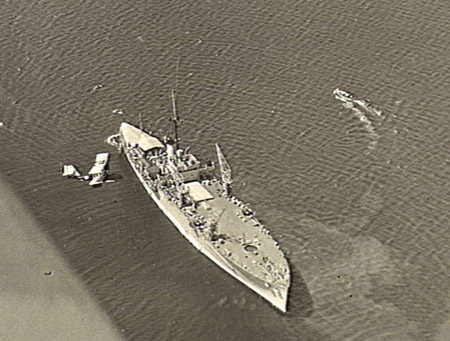
Tàu tiếp liệu thủy phi cơ Australia và một máy bay của nó đang bay ngang (AWM 300122).

Trong những năm giữa hai cuộc thế chiến, tàu tuần dương và thiết giáp hạm thường được trang bị thủy phi cơ trinh sát được phóng lên bằng máy phóng. Hải quân một số nước, đặc biệt là những nước không có tàu sân bay thực thụ, trang bị tàu sân bay chở thủy phi cơ có trang bị máy phóng để làm nhiệm vụ trinh sát cho hạm đội.

### Thế Chiến II

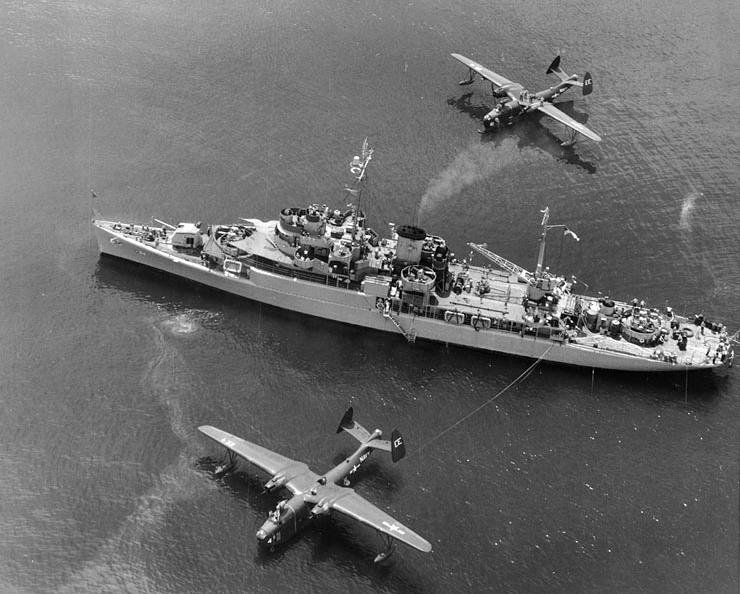
Tàu tiếp liệu thủy phi cơ cùng với hai tàu bay Martin PBM Mariner sau Thế Chiến II, khoảng năm 1948.

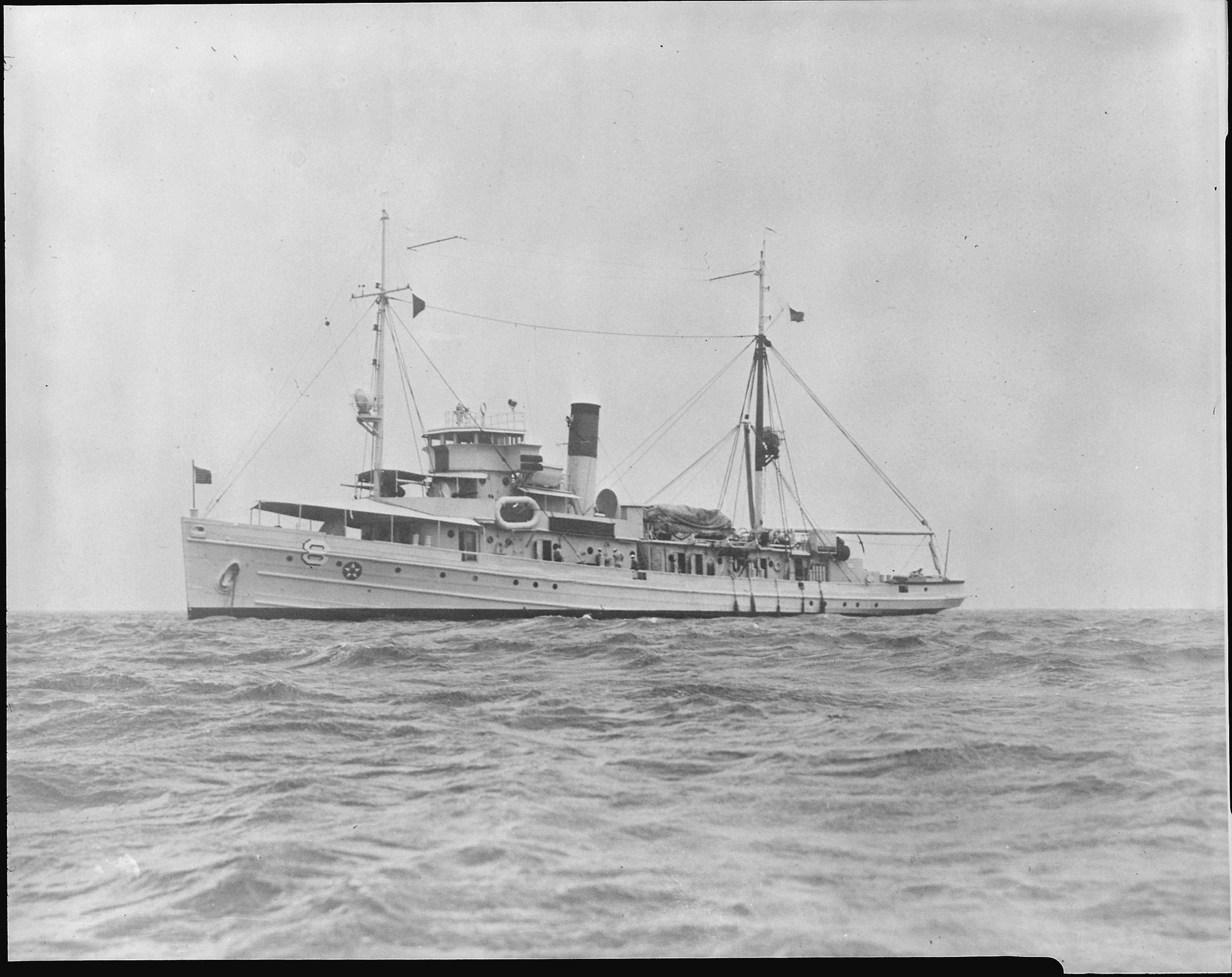

Trong Chiến tranh thế giới thứ hai, cả Hải quân Hoa Kỳ lẫn Nhật Bản đều chế tạo một số tàu tiếp liệu thủy phi cơ để bổ sung cho số tàu sân bay của họ. Tuy nhiên chúng thường được tháo dỡ máy phóng và thường hay sử dụng như như tàu phụ trợ để phục vụ cho thủy phi cơ tại cảng hơn là ngoài chiến trường. Những máy bay này thường là máy bay tuần tra trinh sát tầm xa. Các tàu tiếp liệu cho phép bố trí nhanh chóng số máy bay này đến các căn cứ mới mà không cần phải xây dựng đường băng, và mọi cơ sở hậu cần đều là di động, giống như các tàu kho chứa phục vụ cho tàu tiếp liệu tàu ngầm và tàu tiếp liệu khu trục.
Hải quân Đức quốc xã trong Thế Chiến II không vận hành bất cứ tàu tiếp liệu thủy phi cơ nào, nhưng Không quân Đức có đến 19 tàu tiếp liệu thủy phi cơ. Hầu hết chúng đều được cải biến từ tàu dân sự và có thể mang theo 1-3 thủy phi cơ. Hải quân Pháp và Ý cũng đều có tàu tiếp liệu thủy phi cơ.
Tàu tiếp liệu thủy phi cơ trở nên lạc hậu ngay khi Thế Chiến II kết thúc. Một số còn tiếp tục phục vụ cho đến sau chiến tranh, nhưng đến cuối thập niên 1950 đa số đã bị tháo dỡ hay cải biến cho những vai trò khác, ví dụ như tàu sửa chữa máy bay trực thăng.

## Danh sách tàu tiếp liệu thủy phi cơ
Các ví dụ về tàu tiếp liệu thủy phi cơ:
- HMAS Albatross (Australia, 1928)
- Akitsushima (Nhật Bản, phục vụ từ năm 1942 đến khi bị đánh chìm năm 1944)
- La Foudre (Pháp, cải biến thành tàu chở thủy phi cơ đầu tiên trên thế giới vào năm 1911-1913)
- Chitose (Nhật Bản, 1936; cùng với tàu chị em Chiyoda được cải biến thành tàu sân bay thông thường vào những năm 1943-1944)
- Mizuho (Nhật Bản, đặt lườn 1937, hoạt động từ 1938 tới 1942, bị đánh chìm bởi ngư lôi từ tàu ngầm USS Drum của Hải quân Mỹ)
- Commandant Teste (Pháp, 1932)
- Giuseppe Miraglia (Ý, nguyên là chiếc tàu buôn Citta de Messina được cải biến năm 1927)
- Dédalo (Tây Ban Nha, nguyên là chiếc tàu buôn Đức Neuenfels được cải biến năm 1922)
- HMS Ark Royal (Anh, 1914, đổi tên thành Pegasus năm 1934)
- HMS Ben-my-Chree (Anh, một tàu phà được cải biến năm 1915 và sử dụng trong Thế Chiến I)
- HMS Engadine (Anh, 1911, một tàu phà khác được cải biến; có mặt trong Trận Jutland)
- HMS Campania (Anh)
- HMS Riviera (Anh, tàu chị em với Engadine)
- USS Langley (tàu sân bay đầu tiên của Hoa Kỳ, cải biến thành tàu tiếp liệu thủy phi cơ năm 1937)
- USS Mississippi (Hoa Kỳ, một thiết giáp hạm được sử dụng như một tàu tiếp liệu thủy phi cơ năm 1914)
- USS Curtiss (Hoa Kỳ, tàu tiếp liệu thủy phi cơ phục vụ trong Thế Chiến I)
- USS Currituck và USS Pine Island (Hoa Kỳ, tàu tiếp liệu thủy phi cơ thời Thế Chiến II, cả hai đã tham gia Chiến dịch Highjump năm 1947 để hoạt động thử nghiệm tại Nam Cực)
- USS Norton Sound (Hoa Kỳ, tàu tiếp liệu thủy phi cơ, sau được cải biến thành tàu mang tên lửa điều khiển đầu tiên của Hoa Kỳ)
- HMAFV Adastral, nguyên là chiếc HMS Fife Ness của Hải quân Anh, cải biến thành tàu kho chứa cho thủy phi cơ và được Không quân Anh sử dụng từ năm 1947 đến năm 1953
- USS Tangier (Hoa Kỳ, một tàu chở hàng cải biến thành thành tàu tiếp liệu thủy phi cơ trong Thế Chiến II)
- USS Timbalier (Hoa Kỳ, phục vụ tàu bay Martin PBM Mariner cho đến năm 1954)